# Horný Kalník
Horný Kalník és un poble i municipi d'Eslovàquia que es troba a la regió de Žilina, al centre-nord del país. El 2021 tenia 186 habitants.

## Demografia
| Godina             | 1994 | 2004 | 2014    | 2024    |
| ------------------ | ---- | ---- | ------- | ------- |
| Nombre de persones | 120  | 156  | 176     | 197     |
| Diferència         |      | +30% | +12,82% | +11,93% |

| Godina             | 2023 | 2024   |
| ------------------ | ---- | ------ |
| Nombre de persones | 190  | 197    |
| Diferència         |      | +3,68% |